# 増田都子
増田 都子（ますだ みやこ、1950年 - ）は、日本の中学校の元社会科教諭。

## 経歴
1950年東京都中野区生まれ。1972年に島根大学を卒業する。
1973年江東区立第四砂町中学校で教職をスタート。1975年葛飾区立四ツ木中学校に転勤。1987年足立区立第十二中学校に転勤、紙上討論授業を始める。1997年足立区立第十六中学校に転勤、「反米偏向教育」事件を起こす（後述）。
1999年3月より、都立教育研究所（現・東京都教職員研修センター）で長期の「研修」を課せられる。研修は計3回に及んだ。増田によると、研修の目的については何も知らされなかったといい、研究所を「人権侵害常習センター」であると批判している。2002年、教育現場に復帰。転勤を命じられる。
2005年3月、授業で韓国の盧武鉉大統領の演説を取り上げ、さらに増田の盧への手紙で、扶桑社の歴史教科書都議の古賀俊昭などを「歴史偽造主義者」と批判した。この記述が不適切とされ、都教委により戒告処分を受けた。さらに、9月から16日間の研修を命じられ、後に研修は翌2006年3月31日まで延長された。
2006年3月、都教委は「独善的で教員はもとより公務員としての自覚や責任感に著しく欠ける」として、増田を分限処分で免職とした（本来は病気休職者などに適用される事が多く、このような理由での処分は異例）。
増田は歴史認識の転向を要求され、拒否したためと主張。また、研修中はトイレに立つ時間まで細かく監視されていたとしており、分限免職処分の取り消しや損害賠償を求めて東京地裁に東京都教育委員会を提訴。2009年6月11日、一審の東京地裁では渡辺弘裁判長は「中立、公正な教育を担う教員としての自覚が欠け、懲戒処分や研修を受けても改善の意思がみられず職務に支障が出るのは、性格によるものというほかない。都教育委員会の判断に裁量権の逸脱、乱用はない」として原告増田側の請求を全て却下、増田側の敗訴とした。
また都教委指導企画課が都議3人の求めに応じて研修状況報告書などを開示したのはプライバシーの侵害に当たるとして、220万円の損害賠償を求めて東京都を提訴。2006年6月の東京地裁判決では請求棄却されたが、東京高等裁判所は2007年2月14日、控訴審で一審判決を取り消し東京都に対し個人情報保護条例違反を認め22万円の支払いを命じた。2008年6月10日、最高裁判所も都の上告を退け命令が確定。
2006年4月から5月にかけて韓国内で講演活動を行う。盧武鉉大統領との面会を希望。韓国マスコミが増田を取材に訪れ、相次いで報道される。
2008年12月20日、多田謡子反権力人権賞を受賞。2009年6月13日、在日本大韓民国青年会などが主催した外国人排斥を許さない6・13緊急行動に賛同していた。

## 被処分歴
- 1999年11月 人権侵害事件で「減給10分の1 1ヶ月」
- 2000年7月 信用失墜行為で「減給10分の1 1ヶ月」
- 2000年9月 都立教育研究所での研修を命令
- 2001年4月 再研修を命令
- 2002年4月 再々研修を命令
- 2005年8月 信用失墜行為で戒告処分
- 2005年9月 千代田区立教育研究所での研修を命令
- 2005年9月 東京都教職員研修センターでの研修を命令（上記の延長）
- 2006年3月 分限免職

なお、研修中には 「研修報告に他人の悪口を書くことについて改めるように」との指導を受けている。

## 生徒の母親への名誉棄損事件
1997年7月、授業で沖縄の普天間基地問題を取り上げ、米軍を批判した。この授業には米国人を父親に持つ生徒も参加しており、ある女性教員が問題視してPTAの会合でこの生徒の母親に内容を伝えた。母親は足立区教育委員会に抗議、学校側はこれを受け、増田の偏向教育であると問題にしたが、増田は母親の密告と認識し反発。「日本国憲法主義者である私を「偏っている」と言うのは、日本国憲法を「偏っている」と言う人です」「このようなアサハカな思い上がりによる教育内容への干渉は許しません」と抗議した母親を批判し、自らを正当化する主張を記したプリントを授業の教材として配布した。
青島幸男都政下の東京都教育委員会は区教委の問い合わせに対し「偏向教育とは言えない」と回答したが、母親側は授業で配布したプリントの内容が誹謗中傷にあたるとして増田を名誉毀損に基づく損害賠償請求の訴訟を提起した。また、増田の属していた共産党系の全教は1998年11月20日に母親側を支持する声明を出し、「偏った教育」と増田を批判した。増田は「教育に対する不当な支配」（教育基本法第10条より）と反発し、全教を脱退して「東京都学校ユニオン」を結成、全労協に加盟した。『産経新聞』や土屋敬之ら保守的都議会議員も増田を批判し、土屋らは増田の懲戒免職を要求した。増田は減給1ヶ月の処分を受け、翌年には増田が「母親への誹謗中傷文書を学校の機材を使って印刷した」ことを理由に処分を受けている。また、処分への反論と関係者を中傷する内容の文書を所属中学校の全家庭に送付した際にPTA名簿を無断で使用している。
名誉毀損訴訟は、2000年9月28日の最高裁判所判決で確定、増田の行動は名誉毀損に当たるとされ母親側の全面勝訴。ただし、民事訴訟法上、原告が損害賠償を求める対象は増田個人ではなく東京都でなくてはならないとしており、増田個人については賠償責任は問われなかった。なお、増田はこの裁判について、産経新聞が「問題教師　すみやかに教壇から外せ」との見出しつきで論評したことに対し名誉毀損に基づく損害賠償を求めて訴えを提起していたが、2007年1月16日に東京高等裁判所は「記載内容は真実であり名誉毀損は成立しない」として訴えを退けた。増田は期間内に上告せず、判決は確定した。
この件についての土屋と三輪和雄の主張に、増田は名誉毀損で反訴。2003年5月30日、最高裁で増田の一部勝訴となったが、偏向教育などの批判は正当とされた。土屋敬之・古賀俊昭・田代博嗣の三都議とはこの後も激しく対立、増田は「極右三都議」「極悪三都議」「平和教育・民主教育・真っ当な性教育潰しに狂奔している」と非難している。
なお、上記の名誉棄損事件について増田は、事件の責任は女子生徒の母親と中学校長にあると主張し続けている。

## 支援者
- 高橋哲哉
- 伊藤成彦
- 小森陽一
- 根津公子
- 土屋公献

## 著書

### 単書
- 『中学生マジに近現代史』蕗薹書房、1997年。ISBN 4795259992。
- 『教育を破壊するのは誰だ!―ドキュメント東京・足立十六中学事件』社会評論社、2004年。ISBN 4784507876。
- 『たたかう！社会科教師』社会批評社、2008年。ISBN 9784916117779。
- 『昭和天皇は戦争を選んだ！』社会批評社、2015年。ISBN 978-4907127145。

### 朝日新聞に掲載された投稿記事
- 1992年11月20日 朝刊 声 「偏差値育てた受験システム（声）」
- 1993年08月19日 朝刊 オピニオン 「侵略の事実に目をそらすな（声）」
- 1994年08月22日 朝刊 オピニオン 「元慰安婦補償に募金は侮辱だ（声）」
- 1995年08月17日 朝刊 オピニオン 「村山首相の談話は信に値するか（声）」
- 1995年11月18日 朝刊 オピニオン 「金を惜しまず名を惜しもう（声）」
- 1996年05月03日 朝刊 オピニオン 「冷戦終了の今、憲法の原点に（声）」
- 1999年05月07日 朝刊 オピニオン 「憲法に沿った審議を参院で（声）」